# Petra Wenzel
Petra Wenzel (ur. 20 listopada 1961 w Grabs) – reprezentantka Liechtensteinu w narciarstwie alpejskim.

## Kariera
Pierwsze punkty w zawodach Pucharu Świata wywalczyła 11 marca 1979 roku w Heavenly Valley, zajmując piętnaste miejsce w gigancie. W zawodach tego cyklu nigdy nie stanęła na podium, choć dwukrotnie zajmowała czwarte miejsce w slalomie: 23 stycznia 1982 roku w Berchtesgaden i 9 lutego 1983 roku w Mariborze. W pierwszym przypadku w walce o podium lepsza o 0,49 sekundy była jej rodaczka Ursula Konzett, a w drugim 0,52 sekundy wyprzedziła ją Austriaczka Anni Kronbichler. Najlepsze wyniki osiągnęła w sezonie 1982/1983, kiedy zajęła dziewiętnaste miejsce w klasyfikacji generalnej i dziewiąte w klasyfikacji slalomu. W lutym 1978 roku wystartowała na mistrzostwach świata w Garmisch-Partenkirchen, gdzie jej najlepszym wynikiem było 29. miejsce w gigancie. Dwa lata później wystartowała na igrzyskach olimpijskich w Lake Placid, zajmując między innymi czternaste miejsce w slalomie. Igrzyska w Lake Placid były równocześnie mistrzostwami świata, jednak kombinację rozegrano tylko w ramach drugiej z tych imprez. W konkurencji tej zajęła piąte miejsce. Brała także udział w mistrzostwach świata w Schladming w 1982 roku, gdzie była między innymi czwarta w gigancie. W zawodach tych w walce o medal lepsza o 0,02 sekundy okazała się Ursula Konzett. W 1984 roku zakończyła karierę.
Jej siostra: Hanni Wenzel, brat Andreas Wenzel, szwagier Harti Weirather i córka Jessica Walter również uprawiali narciarstwo alpejskie. Ponadto córka Hanni Wenzel i Hartiego Weirathera, Tina Weirather także reprezentuje Liechtenstein w narciarstwie alpejskim.

## Osiągnięcia

### Igrzyska olimpijskie
| Miejsce | Dzień     | Rok  | Miejscowość | Konkurencja | Czas biegu  | Strata  | Zwyciężczyni          |
| ------- | --------- | ---- | ----------- | ----------- | ----------- | ------- | --------------------- |
| 23.     | 17 lutego | 1980 | Lake Placid | Zjazd       | 1:37,52 min | +4,98 s | Annemarie Moser-Pröll |
| 19.     | 21 lutego | 1980 | Lake Placid | Gigant      | 2:41,66 min | +7,37 s | Hanni Wenzel          |
| 14.     | 23 lutego | 1980 | Lake Placid | Slalom      | 1:25,09 min | +8,25 s | Hanni Wenzel          |
| 19.     | 13 lutego | 1984 | Sarajewo    | Gigant      | 2:20,98 min | +3,96 s | Debbie Armstrong      |
| DNF     | 17 lutego | 1984 | Sarajewo    | Slalom      | 1:36,47 min | -       | Paola Magoni          |

### Mistrzostwa świata
| Miejsce | Dzień       | Rok  | Miejscowość            | Konkurencja | Czas biegu  | Strata      | Zwyciężczyni          |
| ------- | ----------- | ---- | ---------------------- | ----------- | ----------- | ----------- | --------------------- |
| 49.     | 1 lutego    | 1978 | Garmisch-Partenkirchen | Zjazd       | 1:48,31 min | +18,12 s    | Annemarie Moser-Pröll |
| DNF     | 3 lutego    | 1978 | Garmisch-Partenkirchen | Slalom      | 1:24,85 min | -           | Lea Sölkner           |
| 29.     | 4 lutego    | 1978 | Garmisch-Partenkirchen | Gigant      | 2:41,15 min | +7,45 s     | Maria Epple           |
| 23.     | 17 lutego   | 1980 | Lake Placid            | Zjazd       | 1:37,52 min | +4,98 s     | Annemarie Moser-Pröll |
| 19.     | 21 lutego   | 1980 | Lake Placid            | Gigant      | 2:41,66 min | +7,37 s     | Hanni Wenzel          |
| 14.     | 23 lutego   | 1980 | Lake Placid            | Slalom      | 1:25,09 min | +8,25 s     | Hanni Wenzel          |
| 5.      | 23 lutego   | 1980 | Lake Placid            | Kombinacja  | 5,57 pkt    | +140,16 pkt | Hanni Wenzel          |
| 27.     | 31 stycznia | 1982 | Schladming             | Kombinacja  | 8,99 pkt    | +155,24 s   | Erika Hess            |
| 4.      | 2 lutego    | 1982 | Schladming             | Gigant      | 2:37,17 min | +0,88 s     | Erika Hess            |
| DNF     | 5 lutego    | 1982 | Schladming             | Slalom      | 1:41,60 min | -           | Erika Hess            |

### Puchar Świata

#### Miejsca w klasyfikacji generalnej
- sezon 1978/1979: 47.
- sezon 1979/1980: 48.
- sezon 1980/1981: 46.
- sezon 1981/1982: 25.
- sezon 1982/1983: 19.
- sezon 1983/1984: 60.

#### Pozostałe miejsca na podium
Wenzel nigdy nie stanęła na podium zawodów PŚ.